# Kurt W. Fischer
Kurt W. Fischer (* 9. Juni 1943 in Baltimore, Maryland, USA; † 30. März 2020 in Belmont, Massachusetts, USA) war ein US-amerikanischer Soziologe und Entwicklungstheoretiker.

## Biografie
Kurt W. Fischer erwarb 1971 an der Harvard University den akademischen Grad Ph.D. in Soziologie. Er lehrte an der University of Denver und von 1986 bis 2015 an der Harvard University, wo er den Charles Bigelow Professor of Education innehatte und Direktor des Mind, Brain, and Education Program an der Harvard Graduate School for Education war.
Sein wesentlichster Beitrag zur Entwicklungspsychologie ist die Neo-Piagetianische Theorie der „Dynamischen Fertigkeitsentwicklung“ (dynamic skill theory).
Er war Gründungspräsident der International Mind, Brain, and Education Society und Gründungsherausgeber des Journals Mind, Brain and Education.
Fischer starb aus ungeklärter Ursache; der Verdacht auf eine Infektion mit dem zur Zeit seines Todes in den USA grassierenden Coronavirus konnte nicht bestätigt werden, da keine Abstriche entnommen wurden.

## Schriften
- A. M. Battro, K. W. Fischer, P. Lena (Hrsg.): Visual learning and the brain: Lessons from dyslexia. In: Mind, Brain, and Education. Band 1, Nr. 3, 2008, S. 127–137.
- K. W. Fischer, M. H. Immordino-Yang: The fundamental importance of the brain and learning for education. In: Jossey-Bass reader on the brain and learning. Jossey-Bass, San Francisco 2008, s. xvii-xi.
- D. Coch, G. Dawson, K. W. Fischer (Hrsg.): Human behavior, learning, and the developing brain: Atypical development. 2. Auflage. Guilford, New York 2007, ISBN 978-1-59385-137-8.
- D. Coch, K. W. Fischer, G. Dawson (Hrsg.): Human behavior, learning, and the developing brain: Normal development. 2. Auflage. Guilford, New York 2007, ISBN 978-1-60623-968-1.
- K. W. Fischer, M. Fusaro: Using student interests to motivate learning. In: R. P. Fink, J. Samuels (Hrsg.): Inspiring success: Reading interest and motivation in an age of high-stakes testing. International Reading Association, Newark DE 2007, S. 62–74.
- K. W. Fischer, J. H. Bernstein, M. H. Immordino-Yang (Hrsg.): Mind, brain, and education in reading disorders. Cambridge University Press, Cambridge U.K. 2007, ISBN 978-1-107-60322-6.
- K. W. Fischer, D. Daniel, M. H. Immordino-Yang, E. Stern, A. Battro, H. Koizumi: Why Mind, Brain, and Education? Why Now? In: Mind, Brain, and Education. Band 1, Nr. 1, 2007, S. 1–2.
- K. W. Fischer, T. R. Bidell: Dynamic development of action, thought, and emotion. In: R. M. Lerner (Hrsg.): Handbook of child psychology. Vol 1: Theoretical models of human development. 6. Auflage. Wiley, New York 2006, S. 313–399.
- M. S. Schwartz, K. W. Fischer: Useful metaphors for tackling problems in teaching and learning. In: About Campus. Band 11, Nr. 1, 2006, S. 2–9.
- K. W. Fischer: A theory of cognitive development: the control and construction of hierarchies of skills. In: Psychological Review. Band 87, 1980, S. 477–531.